# Karl Liljesköld
Karl Adolf Liljesköld (eller Lillieskjöld), född den 26 oktober 1837 i  Sunne församling i Jämtlands län, död den 20 februari 1927 i Stockholm, var en svensk häradshövding och riksdagspolitiker.
Liljesköld var häradshövding 1879-1907 i Jösse härads domsaga i Värmlands län. Han var ledamot av riksdagens första kammare mandatperioden 1883-1892, invald i Värmlands läns valkrets. Han var även ledamot av kommunfullmäktige i Arvika samt ordförande i styrelsen för Dalslands Järnväg.